# Tuchoraz
Tuchoraz je obec, která se nachází asi 3 km jižně od Českého Brodu v okrese Kolín ve Středočeském kraji. Žije zde 728 obyvatel. V roce 2011 zde bylo evidováno 146 adres. Protéká tudy říčka Šembera, která je levostranným přítokem Výrovky.
Tuchoraz je také název katastrálního území o rozloze 5,93 km².

## Historie
Nejstarší zmínka o vsi pochází z písemných pramenů z roku 1295.

### Územněsprávní začlenění
Dějiny územněsprávního začleňování zahrnují období od roku 1850 do současnosti. V chronologickém přehledu je uvedena územně administrativní příslušnost obce v roce, kdy ke změně došlo:
- 1850 země česká, kraj Pardubice, politický okres Černý Kostelec, soudní okres Český Brod[6]
- 1855 země česká, kraj Praha, soudní okres Český Brod
- 1868 země česká, politický i soudní okres Český Brod
- 1939 země česká, Oberlandrat Kolín, politický i soudní okres Český Brod[7]
- 1942 země česká, Oberlandrat Praha, politický i soudní okres Český Brod[8]
- 1945 země česká, správní i soudní okres Český Brod[9]
- 1949 Pražský kraj, okres Český Brod[10]
- 1960 Středočeský kraj, okres Kolín
- 2003 Středočeský kraj, obec s rozšířenou působností Český Brod

### Rok 1932
V obci Tuchoraz (650 obyvatel) byly v roce 1932 evidovány tyto živnosti a obchody: autodílna, 3 dlaždiči, hostinec, instalatér, kolář, 3 kováři, 2 krejčí, obchod s mlékem, mlýn, obuvník, 2 obchody s ovocem a zeleninou, obchod s lahvovým pivem, 10 rolníků, řezník, slévárna, 2 obchody se smíšeným zbožím, trafika, truhlář, velkostatek, zahradnictví, 4 zámečníci.

## Památky

### Hospodářský dvůr
Dvoukřídlá hospodářská budova tuchorazského dvora je datována deskou s letopočtem 1547, jedná se o unikátní pozdně gotickou stavbu s řadou pečlivě tesaných ostění portálů a malých oken. V 80. letech 20. století započala rekonstrukce dvora, kde měla být vybudována expozice o životě drobných zemanů na českém venkově ve středověku. V roce 1992 získala v restituci celý statek, jehož součástí je i hospodářský dvůr, paní Markéta Grossová. Hospodářský dvůr chátrá a v roce 2007 byl již bez střechy.

### Mlýn
- Tuchorazský mlýn – Za druhé světové války (Protektorátu) byl ještě v provozu mlýn na říčce Šembeře v Tuchorazi. Měl vodní turbínu.

## Doprava
Dopravní síť
- Pozemní komunikace – Do obce vedou silnice III. třídy.

- Železnice – Železniční trať ani stanice na území obce nejsou. Nejbližší železniční stanicí je Český Brod ve vzdálenosti 4 km ležící na trati 011 z Prahy do Kolína.

Veřejná doprava 2025
- Autobusová doprava – V obci má zastávky autobusová linka 660 v trase Český Brod,žel.st. - Přistoupim - Tuchoraz - Přehvozdí - Kozojedy - Kostelec n.Č.l.,nám. Obec je též ve večerních hodinách obsluhována poptávkovou dopravou PID Haló.